# 스페인 인판타 소피아
스페인 인판타 소피아(스페인어: Sofía de Todos los Santos de Borbón Ortiz, 2007년 4월 29일 ~ )는 펠리페 6세와 그의 아내 레티시아 왕비 사이에 태어난 차녀로, 본명은 소피아 데 토도스 로스 산토스 데 보르본 오르티스(스페인어: Sofía de Todos los Santos de Borbón Ortiz)이다. 아스투리아스 여공 레오노르의 여동생이다. 현재 그녀의 언니의 뒤를 이어 스페인 왕위 계승 순위 두 번째이다.